# StarOffice
StarOffice （スターオフィス）
- 日本電気のグループウェアの名称（登録商標）である。汎用機（ACOS）からWindowsクライアント、Webシステムと幅広く提供されている比較的大規模向けのグループウェアである[1]。
- サン・マイクロシステムズ（サン）のオフィススイートの商標。日本では上記の商標があることからStarSuiteの商標を使用している。買収に伴い開発元がオラクルへ移行し名称もOracle Open Officeへ改められたが、2011年4月に販売が打ち切られた。